# Microchimica Acta
Microchimica Acta, abgekürzt Microchim. Acta, ist eine wissenschaftliche Fachzeitschrift, die vom Springer-Verlag veröffentlicht wird. Als Editors-in-Chief fungieren Alberto Escarpa (Universität Alcala) und Mamantos Prodromidis (Universität Ioannina) als Nachfolger von Prof. Otto S. Wolfbeis (Universität Regensburg). Die Zeitschrift erschien erstmals im Jahr 1937. Im Jahr 1938 wurde sie mit der Zeitschrift Mikrochemie fusioniert. Derzeit erscheint sie mit zwölf Ausgaben (mit insgesamt etwa 900 Beiträgen) im Jahr. Es werden Artikel veröffentlicht, die sich hauptsächlich mit (bio)chemischen analytischen Methoden unter Verwendung von Mikro- und  Nanomaterialien beschäftigen. Sie beschreiben vorwiegend elektrochemische und optische Bestimmungsverfahren und Sensoren, sowie Methoden zur Anreicherung, Trennung und (Mikro)extraktion (Molekulares Prägen eingeschlossen).
Der Impact Factor lag für das Jahr 2020 bei 5,833. Nach der Statistik von Clarivate Analytics wird das Journal mit diesem Impact Factor in der Kategorie analytische Chemie an neunter Stelle von 74 Zeitschriften geführt.